# Heinz Ringelhan
Heinz Ringelhan (* 13. Juni 1923 in Dresden; † 1980) war ein deutscher Wirtschaftswissenschaftler und Hochschullehrer. 

## Leben und Werk
Heinz Ringelhan studierte an der Universität Leipzig und erlangte den Abschluss als Diplom-Wirtschaftler. Danach wurde er wissenschaftlicher Assistent, später Oberassistent mit Lehrauftrag an der Hochschule für Verkehrswesen in Dresden. Dort wurde er 1955 mit der Wahrnehmung einer Dozentur beauftragt. Nach seiner am 20. Dezember 1958 erfolgten Promotion zum Dr. rer. oec. an der Fakultät für Ingenieurökonomie des Transport- und Nachrichtenwesen wurde er 1959 offiziell zum Dozenten ernannt. Gleichzeitig wurde er Leiter des Lehrstuhls für Grundlagen und komplexe Probleme der Ökonomie des Transportwesens am Institut für komplexe ökonomische Transportprobleme. Er starb 1980 durch einen Verkehrsunfall.

## Schriften (Auswahl)
- Zur Frage des ökonomischen Grundgesetzes des Kapitalismus und seiner Erscheinungsform in den beiden kapitalistischen Entwicklungsetappen. In: Wissenschaftliche Zeitschrift der Hochschule für Verkehrswesen Dresden 5 (1957/58), H. 6. S. 897 ff.
- Die Entwicklung des westdeutschen Eisenbahntransportwesens nach dem 2. Weltkrieg und seine Rolle bei der Verwirklichung des Haupterfordernisses des ökonomischen Grundgesetzes des Kapitalismus in dessen monopolistischem Stadium. Dresden 1958.
- Deutsche Bundesbahn – wohin fährst du? In: Eisenbahn-Jahrbuch 1963. Berlin (Ost) 1963, S. 31.
- Das Transport- und Nachrichtenwesen als Wachstumsfaktor der sozialistischen Gesellschaft. Dresden 1971.
- Beitrag zur Theorie der Transportmarkte. In: Wissenschaftliche Zeitschrift der Hochschule für Verkehrswesen Dresden 19 (1972), Nr. 2, S. 299–313.
- (mit H. Vogel): Ökonomie des Transports, Bd. 1, transpress VEB Verlag für Verkehrswesen, Berlin 1977.